# Grossuana
Grossuana is een geslacht van weekdieren uit de klasse van de Gastropoda (slakken).

## Soorten
- Grossuana angeltsekovi Glöer & Georgiev, 2009
- Grossuana aytosensis Georgiev, 2012
- Grossuana derventica Georgiev & Glöer, 2013
- Grossuana falniowskii Georgiev, Glöer, Dedov & Irikov, 2015
- Grossuana radostinae Georgiev, 2012
- Grossuana serbica Radoman, 1973
- Grossuana slavyanica Georgiev & Glöer, 2013
- Grossuana thracica Glöer & Georgiev, 2009